# Brachypteracris
Brachypteracris is een geslacht van rechtvleugeligen uit de familie veldsprinkhanen (Acrididae). De wetenschappelijke naam van dit geslacht is voor het eerst geldig gepubliceerd in 1996 door Cao & Zheng.

## Soorten
Het geslacht Brachypteracris  is monotypisch en omvat slechts de volgende soort:
- Brachypteracris nilkaensis (Cao & Zheng, 1996)